# Aeroportul Akron-Canton
Aeroportul Akron-Canton (IATA: CAK, ICAO: KCAK, FAA LID: CAK) este un aeroport din Ohio, Statele Unite ale Americii ce deservește zona Akron. Aeroportul a fost tranzitat în 2019 de 815.292 de pasageri. A fost deschis în 1946 și numit după zona deservită.
Situat la o altitudine de 373 m, aeroportul dispune de 2 piste.

## Infrastructură

### Piste
Aeroportul dispune de 2 piste. Pista 01/19 are suprafața de asfalt și dimensiunile 7.601 picioare × 150 picioare. Pista 05/23 are suprafața de asfalt și dimensiunile 8.204 picioare × 150 picioare. 